# Matsushita Daisuke
Daisuke Matsushita (sinh ngày 31 tháng 10 năm 1981) là một cầu thủ bóng đá người Nhật Bản.

## Sự nghiệp câu lạc bộ
Daisuke Matsushita đã từng chơi cho Júbilo Iwata và Ventforet Kofu.